# Emma Morano
Emma Martina Luigia Morano, gift Martinuzzi, född 29 november 1899 i Civiasco i Italien, död 15 april 2017 i Verbania i Italien, var vid sin död världens äldsta levande person samt sista levande person född under 1800-talet sedan amerikanskan Susannah Mushatt Jones död 12 maj (13 maj italiensk tid) 2016.
Morano gifte sig 1926, men äktenskapet var inte lyckligt och hon drev 1938 ut maken ur hemmet.
I katolsk anda förblev makarna emellertid gifta. Hon arbetade fram till 1954 på en fabrik och hade sedan anställning i ett skolkök fram till dess att hon vid 75 års ålder pensionerade sig.
2011 tilldelades hon Italienska republikens förtjänstorden.
När Morano fyllde 115 år bodde hon fortfarande ensam i sitt eget hem. När hon har tillfrågats om hemligheten bakom sitt långa liv har hon nämnt sin kost som inkluderar råa ägg och att hon så länge levt ensam. Hon har ätit över 70 000 råa ägg; två om dagen sedan hon var liten och led av anemi. Hon har också sagt att det är viktigt att tänka positivt. Då hon fyllde 116 fick hon en hälsning från påve Franciskus, varmed han önskade henne andlig frid och god hälsa.
Morano avled klockan 14.00 den 15 april 2017 117 år och 137 dagar gammal. Hon var den femte av hittills endast åtta fullt verifierade personer (samtliga kvinnor) som levt till minst 117 års ålder, den fjärde fullt verifierade äldsta personen någonsin (sjätte sedan jamaicanskan Violet Brown och japanskan Nabi Tajima passerade om den 26 juli respektive 19 december 2017) efter fransyskan Jeanne Calment, amerikanskan Sarah Knauss och kanadensiskan Marie-Louise Meilleur samt (innan den 26 juli 2017) den person som levt längst under tre århundraden. Efter hennes död blev den 101 dagar yngre jamaicanskan Violet Brown den äldsta levande människan.